# Magnus von Braun (politiker)
Magnus von Braun (Magnus Alexander Maximilian Freiherr von Braun), född 7 februari 1878 på Gut Neucken, Landkreis Preußisch Eylau, död 29 augusti 1972 i Oberaudorf, Oberbayern, var en tysk friherre, jurist och politiker (Deutschnationale Volkspartei), far till Wernher von Braun och Magnus von Braun.